# Arena am Panometer

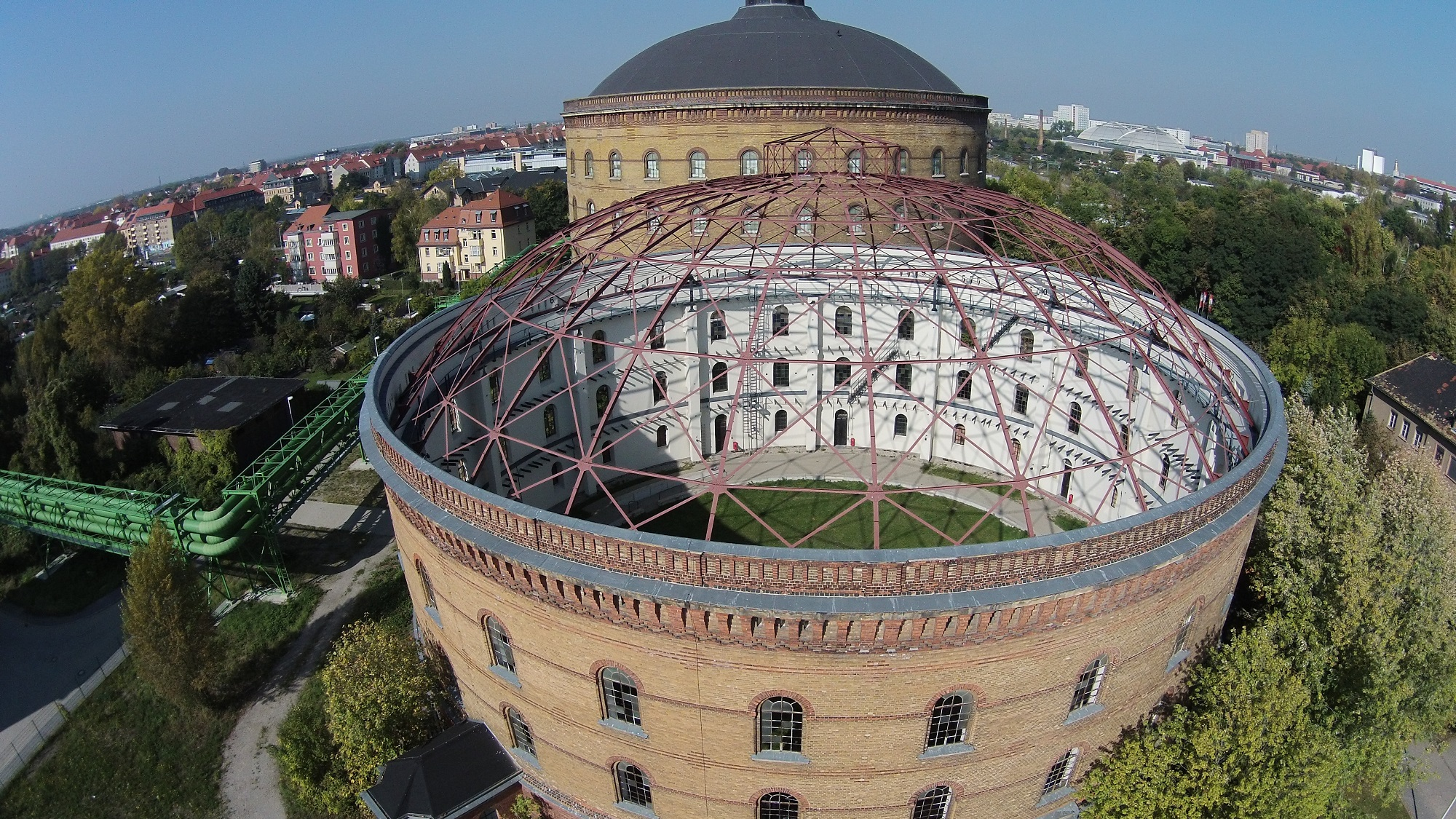
Arena am Panometer Leipzig

Die Arena am Panometer ist ein ehemaliger Gasometer in Connewitz neben dem Panometer Leipzig und wird heute für Sommer-Veranstaltungen genutzt. Das Bauwerk ist ein eingetragenes Industriedenkmal der Stadt Leipzig.

## Geschichte
Der wachsende Gasbedarf der Leipziger Ende des 19. Jahrhunderts führte den Rat der Stadt Leipzig 1881 zu dem Schluss, ein weiteres, noch leistungsfähigeres Gaswerk am Standort Leipzig, Kaiserin-Augusta-Straße (heute Richard-Lehmann-Straße), zu bauen. Auf dem Gelände des neuen „Gaswerk II“, später Max-Reimann-Gaswerk genannt, wurden zwischen 1884 und 1910 vier Gasbehälter errichtet. Damit die im Gaswerk produzierte Gasmenge dem schwankenden Absatzbedarf gerecht werden konnte, wurden diese als Speichermöglichkeiten angelegt. Drei der Gasspeicher erhielten eine bauliche Hülle durch den damaligen Stadtbaudirektor Hugo Licht.
Mit der Stilllegung des „Gaswerk I“ wurde der Standort in der Richard-Lehmann-Straße 1929 zum Zentralgaswerk. Die Umstellung der Versorgung auf Ferngas führte 1977 zur Stilllegung der Gasometer.

## Gebäude
Das Gebäude der Arena am Panometer ist bis auf die Dachhaut die bauliche Hülle eines ehemaligen Gasometers. Sein Durchmesser beträgt 44,8 Meter und die Wandhöhe 14,4 Meter. Der Ziegelbau besitzt drei Reihen offene Rundbogenfenster. Die eiserne Tragwerkskonstruktion des Daches ist noch vorhanden.

## Heutige Nutzung
Der kleinere noch existierende ehemalige Gasometer wurde von 2009 und 2012 grundlegend saniert. Seitdem ist er als Arena am Panometer der Öffentlichkeit zugänglich. Es finden im Sommer Open-Air-Events wie Rock-, Pop- oder Klassik-Konzerte, Kino unterm Sternenhimmel, Theater, Kabarett und private Veranstaltungen statt. Der zylindrische Bau bietet Platz für bis zu 500 Zuschauer.